# Zita op de planken
Zita op de planken is het 39ste album uit de stripreeks Bakelandt, het album verscheen in 1988. De reeks wordt getekend door striptekenaar Hector Leemans.

## Verhaal
Bakelandt en zijn vrienden maken kennis met een groepje rondreizende toneelspelers geleid door Mortieri. De toneelploeg komt echter in de problemen door anti-republikeins stuk te spelen. Bakelandt, Pé en Zita bevrijden hen en vluchten met hen naar Brussel. Ze krijgen onderdak in de muntschouwburg waar Mortieri's bende een stuk moet opvoeren. Kort hierna komt het toneelgezelschap echter te weten dat ze plaats moeten ruimen voor een ander gezelschap uit Parijs van madame La Montansier. Bakelandt en co worden ontdekt en vluchten weg lans de riolering, waar ze de bende van Charlepoeng ontmoeten. Ondertussen is de Crèvecoeur Bakelandt op het spoor gekomen en trekt hij naar Brussel. Samen met Charlepoeng besluiten Bakelandt en co het stuk van de Franse toneelgroep een hak te zetten. Ze sturen het stuk in de war maar worden tegengehouden door de Crèvecoeur en zijn mannen. Na een degengevecht wordt hij uitgeschakeld en verlaat het publiek de zaal. La Montansier krijgt een inzinking en vertrekt snel weer naar Parijs, waardoor Mortieri weer de schouwburg kan betrekken. Bakelandt wordt ten slotte nog door hen de stad uit geholpen.

## Achtergronden bij het verhaal
- Het personage "Mortieri" is een cameo van Guy Mortier.
- Het personage "Merhottini" is een cameo van striptekenaar Merho.
- Charlepoeng was een Zuid-Nederlandse verzetsstrijder, vooral bekend uit de Boerenkrijg.